# Agència de viatges

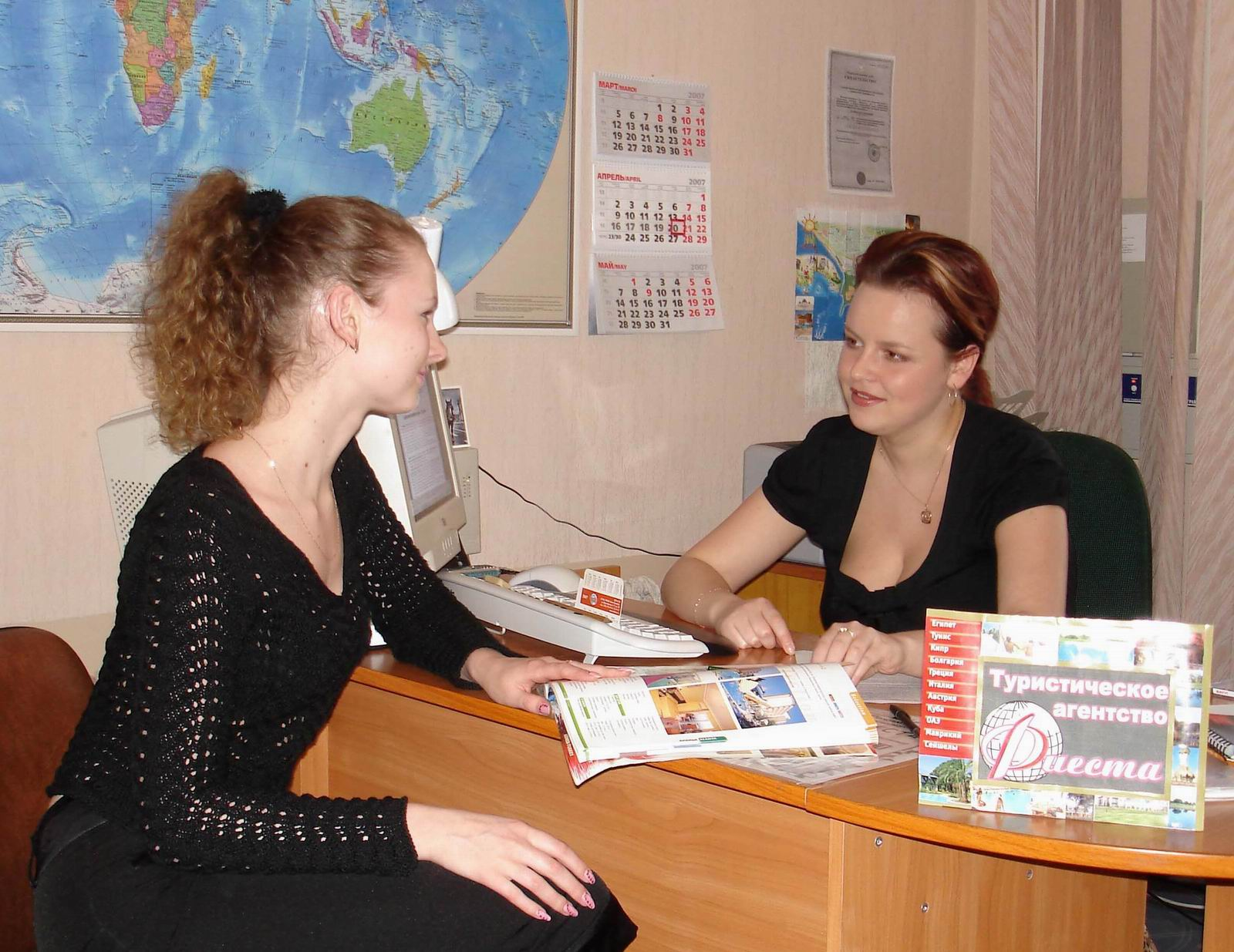
Oficina d'una agència de viatges

Una agència de viatges és un establiment comercial dedicat a l'exercici d'activitats de mediació entre els viatgers, d'una banda, i l'oferta del sector turístic (hotels, serveis de transports, guies turístics, etc.), de l'altra.
L'agència de viatges moderna va aparèixer durant la segona meitat del segle xix, com a evolució de l'activitat de Cox & Kings, que té les arrels a l'any 1758.